# Church of the Immaculate Heart of Mary (Dublin)
Die Church of the Immaculate Heart of Mary (irisch Eaglais Chroí Mhuire gan Smál) ist ein neugotisches Kirchengebäude am City Quay in Dublin, Irland. 

## Geschichte
Die Kirche wurde im Jahre 1861 erbaut und im Jahre 1863 eröffnet. Entworfen wurde das Kirchengebäude von den Architekten John Bourke and J.L. Robinson.
Die Church of the Immaculate Heart of Mary wurde zunächst primär von den Dockmitarbeitern und Kaufleuten, aber auch den durchreisenden Seeleuten, besucht. Daher ist sie auch unter dem Namen Seaman’s Church bekannt. Sie diente zunächst als Filialkirche der St. Andrew’s Church in der Westland Road. Erst seit 1908 ist die Church of the Immaculate Heart of Mary eine eigenständige Pfarrgemeinde. 1989 wurde die Pfarrei an die Steyler Missionare, eine römisch-katholische Ordensgemeinschaft, die im englischsprachigen Raum auch als „Divine Word Missionaries“ bezeichnet wird, übergeben.
Das Kirchengebäude steht, ebenso wie das angrenzende Pfarrhaus, unter Denkmalschutz (Nummer: 1853 bzw. 1854).